# Mulheres na Tunísia
Desde a revolução de janeiro de 2011 na Tunísia e dos protestos no Oriente Médio e Norte da África, muitas fontes de notícias ocidentais publicaram artigos discutindo o papel sem precedentes que as mulheres tunisianas tiveram nos protestos. Muitos desses artigos destacam algumas das liberdades seculares instituídas por Habib Bourguiba em 1956, como acesso ao ensino superior, direito de pedir divórcio e certas oportunidades de emprego. Enquanto as mulheres na Tunísia desfrutam de certas liberdades e direitos que muitas vezes são negados às mulheres nos países vizinhos, as normas sociais mudaram desde 2011. Além disso, apesar de alguns aspectos da sociedade serem relativamente liberais, o regime ainda se classificava como um povo muçulmano. Assim, as mulheres na Tunísia vivem dentro de uma sociedade oscilante que às vezes incentiva o estrito cumprimento da lei islâmica. As leis de herança são indiretamente baseadas na jurisprudência de herança islâmica, com a religião nunca sendo mencionada no Código de Status Pessoal; essas leis concedem às mulheres metade da parte da propriedade devida aos homens.

## História
Quando a Tunísia ainda era uma colônia da França, a maioria das mulheres tunisinas era velada, sem instrução e realizava os deveres domésticos exigidos por maridos e pais. No entanto, com o início do movimento de independência do país, surgiu uma voz pela igualdade entre homens e mulheres. De fato, no início do século XX, muitas famílias urbanas estavam educando suas filhas. Quando a Tunísia recuperou sua independência em 1956, o fundador da república - Habib Bourguiba - discutiu repetidamente a necessidade de incluir todas as pessoas na sociedade tunisina.
Em 1956, o Código de Status Pessoal (Tunísia) foi promulgado - um documento que passou por grandes reformas desde o seu início. Este documento aboliu a poligamia e o repúdio, permitiu que as mulheres pedissem divórcio, decretou uma idade mínima para o casamento e ordenou o consentimento de ambos os cônjuges antes do casamento. Além disso, as mulheres ganharam o direito de votar em 1957 e em 1959, as mulheres conseguiram procurar um cargo. A Constituição da Tunísia promulgou "o princípio da igualdade", que foi aplicado favoravelmente às mulheres dentro do sistema judiciário, permitindo-lhes entrar em setores não-tradicionais de trabalho (por exemplo, medicina com Habiba Djilani, a primeira cirurgiã, o exército e a engenharia), além de abrir contas bancárias e estabelecer negócios. Em 1962, as mulheres conseguiram acessar o controle de natalidade e em 1965 o aborto foi legalizado (8 anos antes das mulheres americanas ganharem acesso).
Em 1993, os esforços de lobby de feministas e organizações de mulheres resultaram em certas modificações no Código de Status Pessoal. As modificações declararam que a esposa não era obrigada a obedecer ao marido, mas exigia que ela “compartilhasse parte do ônus financeiro da família”. Apesar de libertarem as mulheres da obediência a seus maridos, elas agora eram obrigadas a contribuir igualmente para gerenciar os assuntos da família. No entanto, uma vaga cláusula no Código exige que as mulheres “lidem com seus maridos de acordo com os costumes e a tradição”. Essa cláusula dificulta que as mulheres afirmem sua independência (e, portanto, capacidade de contribuir para os encargos financeiros de sua família) porque "tradição" e "costume" são frequentemente usados para reforçar a subserviência de uma mulher. Depois que a "Association des femmes tunisiennes pour recherche et le development" e a "Association tunisienne des femmes démocrates" (ATFD) apresentaram um documento em que exigiam a plena implementação do acordo, o governo tunisiano ratificou o acordo em 20 de setembro de 1985.